# Pareas carinatus
Espèce
Synonymes
- Amblycephalus carinatus Boie, 1828

Statut de conservation UICN

 LC  : Préoccupation mineure
Pareas carinatus est une espèce de serpents de la famille des Pareatidae.

## Répartition
Cette espèce se rencontre :
- en Indonésie sur les îles de Bornéo, de Lombok, de Sumatra, de Bali et de Java ;
- en Malaisie péninsulaire et en Malaisie orientale ;
- en Thaïlande ;
- en Birmanie ;
- au Viêt Nam ;
- au Laos ;
- au Cambodge ;
- en République populaire de Chine dans la province du Yunnan.

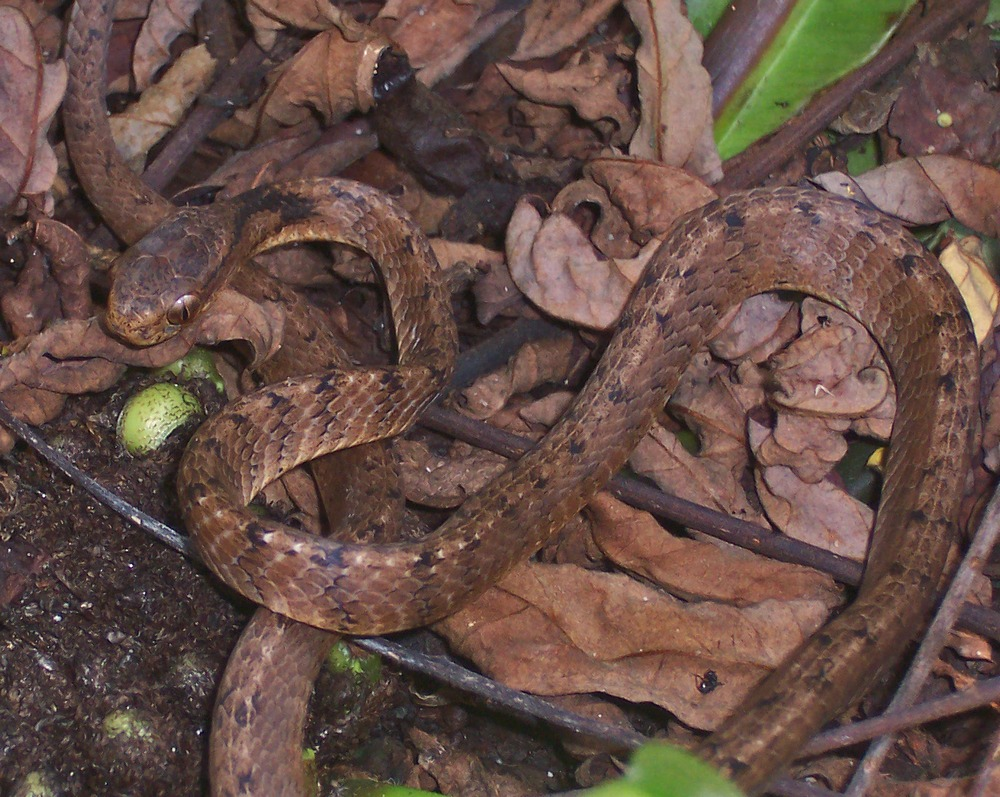

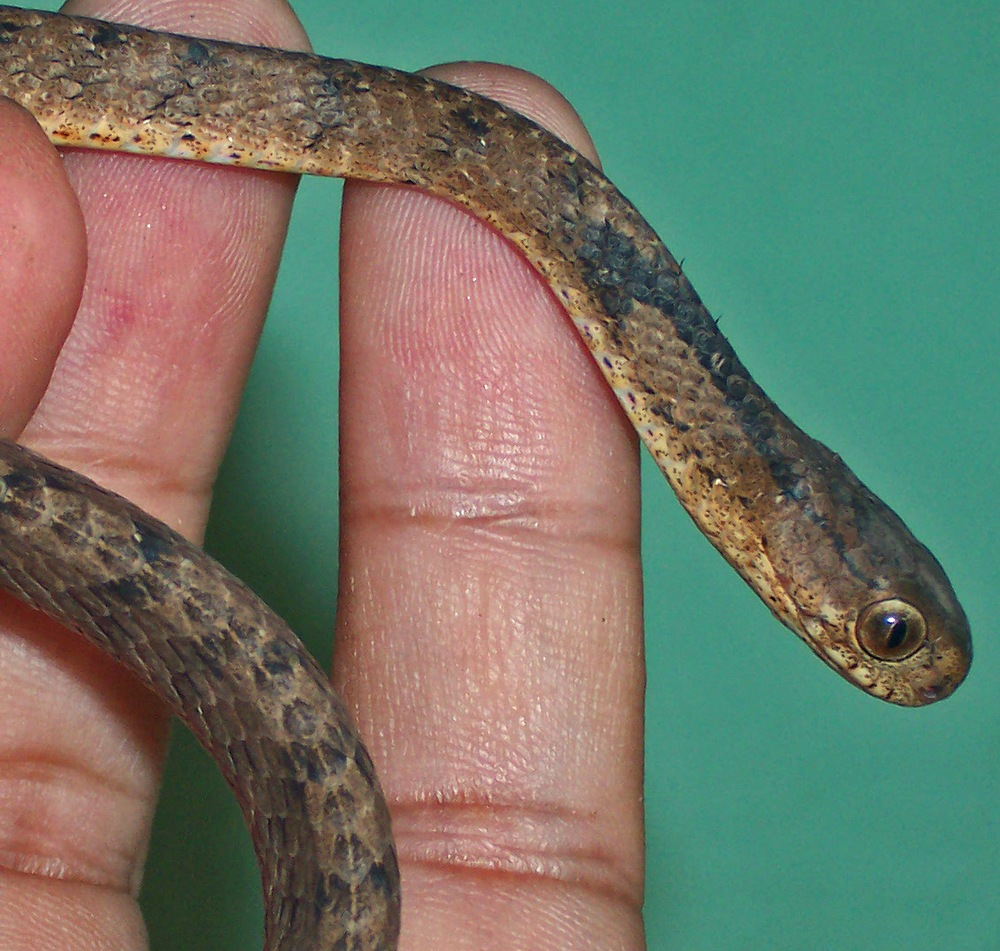

## Liste des sous-espèces
Selon The Reptile Database (19 février 2014) :
- Pareas carinatus carinatus (Boie, 1828)
- Pareas carinatus unicolor (Bourret, 1934)

## Publications originales
- Boie, 1828 : Auszüge aus Briefen von Heinr. Boie zu Java an Hn. Schlegel, Conservator anim. vertebr. am Königl. niederl. Museum. lsis von Oken, Jena, vol. 21, no 10, p. 1025-1035 (texte intégral).